# 海爾辛蘭
海爾辛蘭是瑞典諾爾蘭地區的一個舊省。位於瑞典中部。與耶斯特里克蘭、達拉納、海里耶達倫、梅代爾帕德相鄰。 

## 外部連結
- 海爾辛蘭 （页面存档备份，存于） (Hälsingland)
- 傳統農場 （页面存档备份，存于）